# E502
E502 eller Europaväg 502 är en europaväg som går från Le Mans till Tours i Frankrike. Längd 90 km.

## Sträckning
Le Mans - Tours

## Standard
Vägen har en bit motorväg (A28) och är landsväg (N138) resten av sträckan.

## Anslutningar till andra europavägar
- E50
- E5
- E60
- E604